# Prangos serpentinica
Prangos serpentinica är en flockblommig växtart som först beskrevs av Rech.f., Aellen och Esfandiar Esfandiari, och fick sitt nu gällande namn av Herrnst. och Chaia Clara Heyn. Prangos serpentinica ingår i släktet Prangos och familjen flockblommiga växter. Inga underarter finns listade i Catalogue of Life.